# Aviron aux Jeux paralympiques d'été de 2008
Navigation
Londres 2012
L'aviron aux Jeux paralympiques d'été de 2008 se déroulent du 9 au 11 septembre 2008 dans le parc aquatique olympique de Shunyi, en Chine. Il s'agit de la 1re apparition de l'aviron aux Jeux paralympiques.
Quatre finales figurent au programme de cette compétition (une masculine, une féminine et deux mixtes)

## Organisation

### Lieu de la compétition

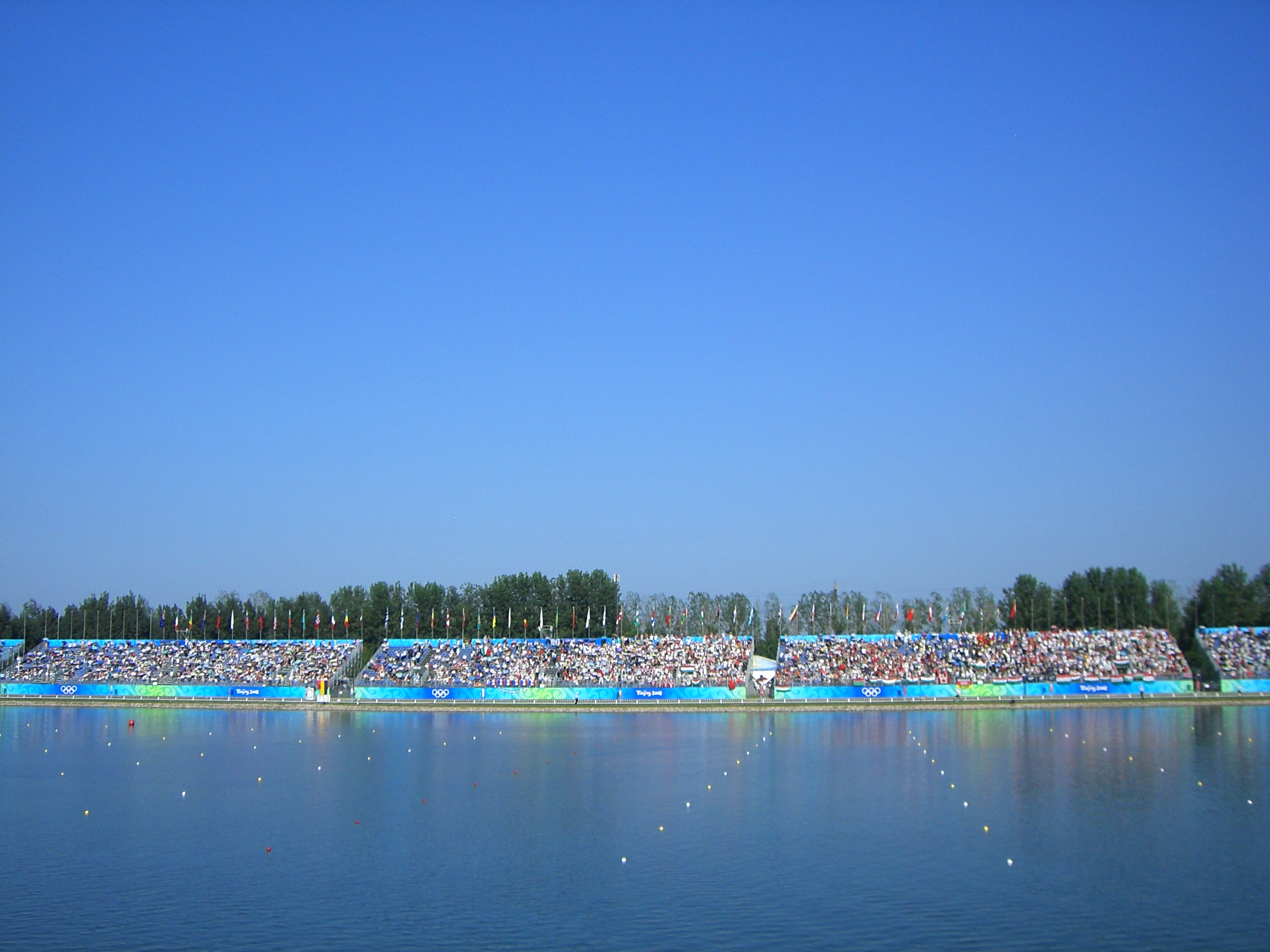
Le parc aquatique durant les Jeux olympiques de Pékin

Le parc aquatique olympique de Shunyi est un complexe sportif nautique situé dans le district de Shunyi à Pékin (République populaire de Chine), construit à l'occasion des Jeux olympiques d'été de 2008. D'une superficie de 31 850 mètres carrés, il est le plus grand site de compétition des Jeux de Pékin.
Outre les épreuves d'aviron handisport, le site accueille lors des Jeux olympiques, les épreuves d'aviron, de canoë-kayak et de nage en eau libre.

### Calendrier
Le programme des épreuves paralympiques d'aviron est détaillé ci-après :
| - S : séries - R : repêchages - F : finales |

| Épreuve ↓ / Date → | Épreuve ↓ / Date → | Ma 9 | Me 10 | Je 11 |
| ------------------ | ------------------ | ---- | ----- | ----- |
| Hommes             | Skiff A            | S    | R     | F     |
| Femmes             | Skiff A            | S    | R     | F     |
| Mixte              | Deux de couple TA  | S    | R     | F     |
| Mixte              | Quatre barré LTA   | S    | R     | F     |

### Classification
L'aviron aux Jeux paralympiques comporte trois catégories de classification, indiquant le degré de la capacité fonctionnelle d'un rameur à concourir à une épreuve.
Les trois catégories sont :
- A : signifie « Arms : bras » , athlètes ne pouvant se servir ni de leurs jambes, ni de leur tronc, uniquement de leurs bras et épaules.
- TA : signifie « Trunk Arms : tronc et bras » , athlètes n'ayant pas l'usage de leurs jambes.
- LTA : signifie « Legs Trunk Arms : jambes, tronc et bras », et indique que l'athlète est capable d'utiliser toutes ces parties de son corps pour ce sport. Cette catégorie inclut divers handicaps moteurs et physiques. Les handicaps mentaux sont inclus dans cette catégorie. Les handicapés visuels doivent se bander les yeux.

Pour les épreuves mixtes à quatre, le barreur peut être valide. Les athlètes aveugles ou malvoyants, ayant besoin d'un barreur voyant, prennent nécessairement part aux épreuves à quatre. Un rameur peut concourir dans une catégorie supérieure, mais pas à un niveau inférieur : les rameurs A et TA peuvent participer à des événements LTA, mais un athlète LTA ne peut participer à une course TA.

## Participation

### Nations participantes
| Afrique              | Amériques                                  | Asie                                                                    | Europe | Océanie         |
| -------------------- | ------------------------------------------ | ----------------------------------------------------------------------- | --- | --------------- |
| - Afrique du Sud (5) | - Brésil (9) - Canada (8) - États-Unis (9) | - Chine (9) - Corée du Sud (1) - Hong Kong (1) - Israël (9) - Japon (2) | - Allemagne (7) - Biélorussie (1) - Danemark (5) - Espagne (1) - France (1) - Grande-Bretagne (9) - Hongrie (1) - Italie (9) - Pays-Bas (5) - Pologne (3) - Portugal (1) - Russie (5) - Ukraine (4) | - Australie (3) |
| 1 pays               | 3 pays                                     | 5 pays                                                                  | 13 pays | 1 pays          |

## Médaillés

### Hommes
| Épreuves | Or              | Argent                   | Bronze         |
| Skiff A  | Tom Aggar (GBR) | Oleksandr Petrenko (UKR) | Eli Nawi (UKR) |

### Femmes
| Épreuves | Or                     | Argent                 | Bronze                |
| Skiff A  | Helene Raynsford (GBR) | Liudmila Vauchok (BLR) | Laura Schwanger (USA) |

### Mixte
| Épreuves          | Or | Argent                                                                                      | Bronze                                                                                     |
| Deux de couple TA | Chine Zhou Yangjing Shan Zilong                                                                       | Australie John Maclean Kathryn Ross                                                         | Brésil Elton Santana Josiane Lima                                                          |
| Quatre barré LTA  | Italie Paola Protopapa Luca Agoletto Daniele Signore Graziana Saccocci Barreur : Alessandro Franzetti | Grande-Bretagne Emma Preuschl Tracy Tackett Jesse Karmazin Jamie Dean Barreur : Simona Chin | États-Unis Vicki Hansford Naomi Riches Alastair McKean James Morgan Barreur : Alan Sherman |

## Tableau des médailles
- Pays organisateur (Chine)

| Rang  | Nation          | Or | Argent | Bronze | Total |
| ----- | --------------- | -- | ------ | ------ | ----- |
| 1     | Grande-Bretagne | 2  | 0      | 1      | 3     |
| 2     | Chine           | 1  | 0      | 0      | 1     |
| 2     | Italie          | 1  | 0      | 0      | 1     |
| 4     | États-Unis      | 0  | 1      | 1      | 2     |
| 5     | Australie       | 0  | 1      | 0      | 1     |
| 5     | Biélorussie     | 0  | 1      | 0      | 1     |
| 5     | Ukraine         | 0  | 1      | 0      | 1     |
| 8     | Brésil          | 0  | 0      | 1      | 1     |
| 8     | Israël          | 0  | 0      | 1      | 1     |
| Total | Total           | 4  | 4      | 4      | 12    |